# Hanna Falk
Hanna Linnéa Falk (Ulricehamn, 5 juli 1989) is een Zweedse langlaufster. Ze vertegenwoordigde haar vaderland op de Olympische Winterspelen 2018 in Vancouver en op de Olympische Winterspelen 2018 in Pyeongchang.

## Carrière
Falk maakte haar wereldbekerdebuut in maart 2007, voor eigen publiek, in Stockholm. Tweeënhalf jaar later keerde de Zweedse terug in de wereldbeker met een zevende plaats in het Finse Kuusamo, een week later won ze in Düsseldorf haar eerste wereldbekerwedstrijd. Tijdens de Olympische Winterspelen van 2010 in Vancouver eindigde Falk als 29e op de sprint. Op de wereldkampioenschappen langlaufen 2011 in Oslo eindigde de Zweedse als elfde op de sprint.
In Falun nam ze deel aan de wereldkampioenschappen langlaufen 2015. Op dit toernooi eindigde ze als 94e op de sprint. Op de wereldkampioenschappen langlaufen 2017 in Lahti eindigde Falk als vierde op de sprint en als vijftiende op de 10 kilometer klassieke stijl. Tijdens de Olympische Winterspelen van Pyeongchang eindigde de Zweedse als vijfde op de sprint en als 21e op de 10 kilometer vrije stijl.
In Seefeld nam ze deel aan de wereldkampioenschappen langlaufen 2019. Op dit toernooi eindigde ze als dertiende op de sprint.

## Resultaten

### Olympische Spelen
| Jaar | Plaats      | Resultaten                                          |
| ---- | ----------- | --------------------------------------------------- |
| 2010 | Vancouver   | 29e Sprint (klassieke stijl)                        |
| 2018 | Pyeongchang | 5e Sprint (klassieke stijl) 21e 10 km (vrije stijl) |

### Wereldkampioenschappen
| Jaar | Plaats  | Resultaten                                        |
| ---- | ------- | ------------------------------------------------- |
| 2011 | Oslo    | 11e Sprint (vrije stijl)                          |
| 2015 | Falun   | 94e Sprint (klassieke stijl)                      |
| 2017 | Lahti   | 4e Sprint (vrije stijl) 15e 10 km klassieke stijl |
| 2019 | Seefeld | 13e Sprint (vrije stijl)                          |

### Wereldbeker
| Legenda | Legenda            |
| ------- | ------------------ |
| TdS     | Tour de Ski        |
| NO      | Nordic Opening     |
| LT      | Lillehammer Triple |
| RT      | Ruka Triple        |
| WBF     | Wereldbekerfinale  |
| STC     | Ski Tour Canada    |
| ST      | Ski Tour           |

Eindklasseringen
| Seizoen   | Algm | DI  | SP    | TdS |
| --------- | ---- | --- | ----- | --- |
| 2009/2010 | 20e  | -   | 5e    | -   |
| 2010/2011 | 33e  | -   | 10e   | -   |
| 2011/2012 | 111e | -   | 77e   | -   |
| 2012/2013 | 81e  | -   | 48e   | -   |
| 2013/2014 | 63e  | -   | 35e   | -   |
| 2014/2015 | 31e  | -   | 8e    | -   |
| 2015/2016 | 26e  | 37e | 11e   | 5e  |
| 2016/2017 | 20e  | 41e | Brons | 6e  |
| 2017/2018 | 20e  | 55e | 4e    | 6e  |
| 2018/2019 | 44e  | 76e | 20e   | -   |
| 2019/2020 | 124e | -   | 91e   | -   |
| 2020/2021 | 47e  | –   | 18e   | –   |

Wereldbekerzeges
| Nr. | Datum           | Plaats     | Onderdeel                |
| --- | --------------- | ---------- | ------------------------ |
| 1.  | 5 december 2009 | Düsseldorf | Sprint (vrije stijl)     |
| 2.  | 17 januari 2010 | Otepää     | Sprint (klassieke stijl) |
| 3.  | 13 januari 2018 | Dresden    | Sprint (vrije stijl)     |
| 4.  | 16 maart 2018   | Falun      | Sprint (vrije stijl) WBF |